# Distretto di Sarín
Il distretto di Sarín  è uno degli otto distretti della provincia di Sánchez Carrión, in Perù. Si trova nella regione di La Libertad e si estende su una superficie di 340,08  chilometri quadrati.